# Nematalosa arabica
Nematalosa arabica är en fiskart som beskrevs av Regan, 1917. Nematalosa arabica ingår i släktet Nematalosa och familjen sillfiskar. Inga underarter finns listade i Catalogue of Life.